# Naolana
Naolana fou un estat tributari protegit del tipus thakurat garantit, a l'agència de Malwa. Rebia tankahs de Gwalior i Indore per determinats pobles, però exercia control sobre alguns pobles en jagir pels que no rebia cap sonnud.